# Lasaea subviridis
Lasaea subviridis är en musselart som beskrevs av Dall 1899. Lasaea subviridis ingår i släktet Lasaea och familjen Lasaeidae. Inga underarter finns listade i Catalogue of Life.